# De tollende toverkol
De tollende toverkol is een stripverhaal uit de reeks van Suske en Wiske. Het werd uitgebracht op 1 oktober 2016. Een belangrijk deel van de opbrengst ging naar SOS Kinderdorpen.

## Personages
In dit verhaal spelen de volgende personages mee:
- Suske, Wiske, Schanulleke, Lambik, Anansi, derwish, heks, sprookjesfiguren

## Locaties
Dit verhaal speelt zich af op de volgende locaties:
- het huis van tante Sidonia, Vertelselbos, kasteel van de Keizer, hut van de heks, dorp

## Verhaal
Suske en Wiske vervelen zich en worden door Lambik naar buiten gestuurd nu er geen avontuur te beleven is. Lambik is zelf bezig met een legpuzzel. Ze zien gekke borden en opeens wordt Schanulleke door een windvlaag meegevoerd. Suske en Wiske klimmen over een muur om Schanulleke te pakken, maar blijken in het Vertelselbos terecht gekomen te zijn. Ze ontmoeten een derwish die allerlei Suske en Wiske-verhalen van vroeger kent. De derwish vertelt dat een heks het bos wil vernietigen. Ook alle mythen, sprookjes, legenden en fabels zullen dan verdwijnen.
Na elk avontuur komen de sprookjesfiguren en mythische wezens terecht in het Vertelselbos. Ze schuilen in het kasteel van de Keizer, omdat ze bang zijn voor de eenbenige heks. De keizer heeft nieuwe kleren en werkt aan een nieuwe censuurwet. Suske en Wiske maken in het kasteel kennis met het meisje met de zwavelstokjes, een boze heks en een spook. Er zijn nog veel meer sprookjesfiguren en ze zouden na hun avontuur nog lang en gelukkig leven. Maar iedereen wordt nu bedreigt door de eenbenige heks. Ze hopen dat Suske en Wiske de heks kunnen verslaan. Wiske besluit de heks op te zoeken om haar kant van het verhaal te horen.
De heks biedt Wiske iets te drinken aan en dekt het tafeltje. Ze vertelt dat ze eenzaam is en dan begint te tollen. Alles gaat dan stuk en niemand wil iets met haar te maken hebben. Wiske wil wel een verhaal vertellen over De sissende sampan. Dan komt de derwish en hij vertelt dat hij wil dansen  met de heks. Ze wordt blij en wil dansen, maar dan blijkt dat het een valstrik is. Anansi gooit een net over de heks en de sprookjesfiguren zijn erg blij. Dan begint de heks te tollen en het net waait van haar af. Suske gooit een touw en kan de heks hiermee laten stoppen met tollen. Suske wil de heks in de diepste kerker gooien, maar Wiske vertelt dat ze helemaal geen slechte heks is. Ze heeft alleen liefdesverdriet. Wiske trekt het touw van de heks, maar die begint dan in de andere richting dan daarvoor te tollen.
De sprookjesfiguren willen dan Wiske in de gevangenis of de vergeetput gooien. Suske neemt het voor haar op. Anansi ziet dat deze storm anders is dan de andere. Zijn huisje is weer in oude staat hersteld. Dan vertelt Langnek dat ook het dorp weer hersteld is. De dieren zijn blij met de heks, alles is weer zoals het was. Iedereen gaat naar het kasteel van de Keizer en ze bedanken Suske en Wiske voor de hulp. De heks is blij dat ze nu weet wat ze moet doen als ze zich weer verdrietig voelt. Dan vertelt Anansi dat hij wel bij haar wil wonen. De derwish vertelt dat de heks met hem wilde dansen en dat hij dit nu ook wel wil. De heks is blij. Eerst wilde niemand met haar praten en ze heeft nu twee aanbidders. Suske en Wiske horen dan de stem van Lambik, hij roept dat Krimson professor Barabas heeft ontvoerd. 
De vrienden vertrekken en de keizer vertelt dat ze altijd welkom zijn als hun avonturen zijn afgelopen. Suske en Wiske antwoorden dat dat nog wel zeventig jaar kan duren.